# Крю Буржуа

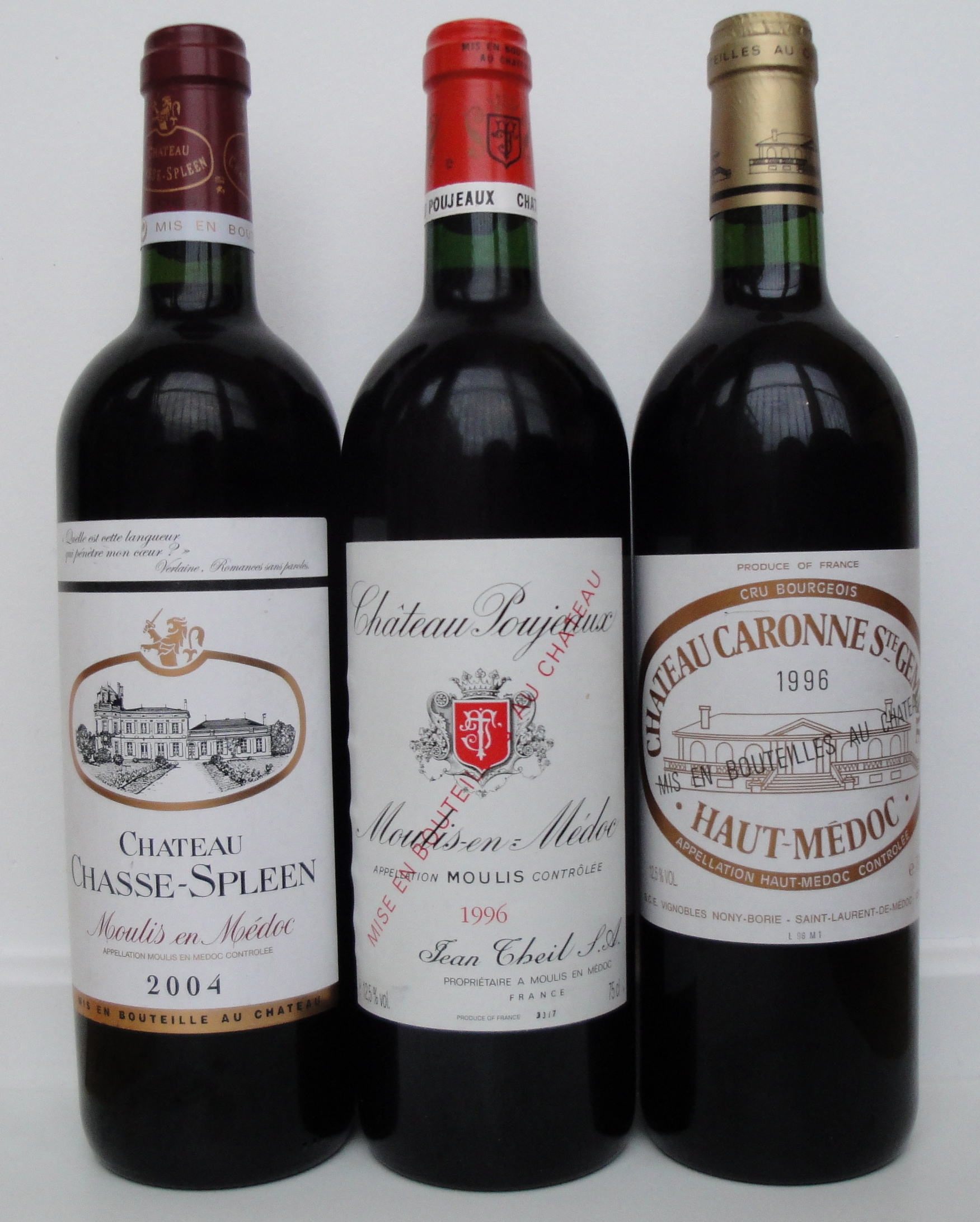
Три вина категорії «Крю Буржуа». Згідно з класифікацією 2003 року, два з них, Château Chasse-Spleen та Château Poujeaux відносяться до категорії «Виняткові Крю Буржуа» (Crus Bourgeois Exceptionnels), третє Château Caronne Sainte-Gemme категорії «Вищі Крю Буржуа» (Cru Bourgeois Supérieur).

Крю Буржуа, Cru Bourgeois — високоякісні вина лівобережних регіонів Бордо, які не були включені до класифікації 1855 року. Оскільки класифікація 1855 року практично не змінювалась з моменту її створення, вона стала розглядатись як застаріла багатьма винними критиками. Крім того у стару класифікацію не була включена значна частина господарств. Тому класифікація Крю Буржуа по суті доповнює те, що не було зроблено у 1855 році. Саме тому у критеріях оцінювання та класифікації вин Крю Буржуа є багато схожостей зі старою класифікацією 1855 року.

## Історія
Перший список Крю Буржуа був укладений Торгово-Промисловою Палатою та Палатою Сільського Господарства у 1932 році, у який було відібрано 444 господарства. Суттєвий перегляд класифікації, який розділив господарства на три класи, було розпочато у 2000 році і завершено у 2003.
Згідно з класифікацією були визначені три класи господарств по рівню якості:
- «Виняткові Крю Буржуа» (Crus Bourgeois Exceptionnels) — 9 господарств;
- «Вищі Крю Буржуа» (Crus Bourgeois Supérieurs) — 87 господарств;
- «Крю Буржуа» (Crus Bourgeois) — 151 господарство.

Після декількох юридичних спорів, класифікацію Крю Буржуа 2003 року було анульовано урядом Франції у 2007 році, у результаті чого було накладено заборону на використання цього терміна. У 2010 році суттєво перероблену версію Крю Буржуа було відновлено. Вона складається з одного класу та застосовується до вин урожаю 2008 і наступних років.

## Розподіл
До класифікації 2003 року увійшли 247 господарств із 8 апелласьйонів округу Медок , які виготовляють близько 44% сумарного об'єму вина округу:
- Медок  — 62 господарства (36% сумарної продукції апелласьйону);
- О-Медок — 82 господарства (60% сумарної продукції апелласьйону);
- Сент-Естеф — 36 господарств (48% сумарної продукції апелласьйону);
- Пояк — 7 господарств (9% сумарної продукції апелласьйону);
- Сен-Жульєн — 6 господарств (13% сумарної продукції апелласьйону);
- Муліз-ан-Медок — 14 господарств (63% сумарної продукції апелласьйону);
- Лістрак-Медок — 20 господарств (55% сумарної продукції апелласьйону);
- Марго — 20 господарств (28% сумарної продукції апелласьйону).

## Класифікація 2003 року
Класифікація Cru Bourgeois 2003 року (анульована у 2007 році) складається із 247 господарств поділених на три класи якості:

### «Виняткові Крю Буржуа» (Crus Bourgeois Exceptionnels)
(Усього: 9 господарств)
| Господарство             | Комуна         | Апелласьйон    |
| ------------------------ | -------------- | -------------- |
| Château Chasse-Spleen    | Муліз-ан-Медок | Муліз-ан-Медок |
| Château Haut-Marbuzet    | Сент-Естеф     | Сент-Естеф     |
| Château Labégorce-Zédé   | Суссан         | Марго          |
| Château Les Ormes de Pez | Сент-Естеф     | Сент-Естеф     |
| Château de Pez           | Сент-Естеф     | Сент-Естеф     |
| Château Phélan Ségur     | Сент-Естеф     | Сент-Естеф     |
| Château Potensac         | Ордоннак       | Медок          |
| Château Poujeaux         | Муліз-ан-Медок | Муліз-ан-Медок |
| Château Siran            | Лабард         | Марго          |

### «Вищі Крю Буржуа» (Crus Bourgeois Supérieurs)
(Усього: 87 господарств)
| Господарство                             | Комуна              | Апелласьйон    |
| ---------------------------------------- | ------------------- | -------------- |
| Château Agassac (d')                     | Людон-Медок         | О-Медок        |
| Château Angludet (d')                    | Кантенак            | Марго          |
| Château Anthonic                         | Муліз-ан-Медок      | Муліз-ан-Медок |
| Château Arche (d')                       | Людон-Медок         | О-Медок        |
| Château Arnauld                          | Арсен               | О-Медок        |
| Château Arsac (d’)                       | Арсак               | Марго          |
| Château Beaumont                         | Кюссак-Фор-Медок    | О-Медок        |
| Château Beau-Site                        | Сент-Естеф          | Сент-Естеф     |
| Château Biston-Brillette                 | Муліз-ан-Медок      | Муліз-ан-Медок |
| Château Boscq (Le)                       | Сент-Естеф          | Сент-Естеф     |
| Château Bournac                          | Сіврак              | Медок          |
| Château Brillette                        | Муліз-ан-Медок      | Муліз-ан-Медок |
| Château Cambon La Pelouse                | Мако                | О-Медок        |
| Château Cap Léon Veyrin                  | Лістрак-Медок       | Лістрак-Медок  |
| Château Cardonne (La)                    | Бленьян             | Медок          |
| Château Caronne Sainte-Gemme             | Сен-Лоран-Медок     | О-Медок        |
| Château Castera                          | Сен-Жермен-д'Естей  | Медок          |
| Château Chambert-Marbuzet                | Сент-Естеф          | Сент-Естеф     |
| Château Charmail                         | Сен-Серен-де-Кадурн | О-Медок        |
| Château Cissac                           | Сіссак-Медок        | О-Медок        |
| Château Citran                           | Авансан             | О-Медок        |
| Château Clarke                           | Лістрак-Медок       | Лістрак-Медок  |
| Château Clauzet                          | Сент-Естеф          | Сент-Естеф     |
| Château Clément-Pichon (Vignobles Fayat) | Парампюїр           | О-Медок        |
| Château Colombier-Monpelou               | Пояк                | Пояк           |
| Château Coufran                          | Сен-Серен-де-Кадурн | О-Медок        |
| Château Crock (Le)                       | Сент-Естеф          | Сент-Естеф     |
| Château Dutruch Grand Poujeaux           | Муліз-ан-Медок      | Муліз-ан-Медок |
| Château Escurac (d’)                     | Сіврак              | Медок          |
| Château Fonbadet                         | Пояк                | Пояк           |
| Château Fonréaud                         | Лістрак-Медок       | Лістрак-Медок  |
| Château Fourcas Dupré                    | Лістрак-Медок       | Лістрак-Медок  |
| Château Fourcas Hosten                   | Лістрак-Медок       | Лістрак-Медок  |
| Château Fourcas Loubaney                 | Лістрак-Медок       | Лістрак-Медок  |
| Château Glana (du)                       | Сен-Жульєн-Бешевель | Сен-Жульєн     |
| Château Grands Chênes (Les)              | Сен-Кристолі-Медок  | Медок          |
| Château Gressier Grand Poujeaux          | Муліз-ан-Медок      | Муліз-ан-Медок |
| Château Greysac                          | Бегадан             | Медок          |
| Château Gurgue (La)                      | Марго               | Марго          |
| Château Hanteillan                       | Сіссак-Медок        | О-Медок        |
| Château Haut-Bages Monpelou              | Пояк                | Пояк           |
| Château Haye (La)                        | Сент-Естеф          | Сент-Естеф     |
| Château Labégorce                        | Марго               | Марго          |
| Château Lachesnaye                       | Кюссак-Фор-Медок    | О-Медок        |
| Château Lamarque (de)                    | Ламарк              | О-Медок        |
| Château Lamothe Bergeron                 | Кюссак-Фор-Медок    | О-Медок        |
| Château Lanessan                         | Кюссак-Фор-Медок    | О-Медок        |
| Château Larose Trintaudon                | Сен-Лоран-Медок     | О-Медок        |
| Château Lestage                          | Лістрак-Медок       | Лістрак-Медок  |
| Château Lestage Simon                    | Сен-Серен-де-Кадурн | О-Медок        |
| Château Lilian Ladouys                   | Сент-Естеф          | Сент-Естеф     |
| Château Liversan                         | Сен-Совер           | О-Медок        |
| Château Loudenne                         | Сент-Ізан-де-Медок  | Медок          |
| Château Malescasse                       | Ламарк              | О-Медок        |
| Château Malleret (de)                    | Ле-П'ян-Медок       | О-Медок        |
| Château Maucaillou                       | Муліз-ан-Медок      | Муліз-ан-Медок |
| Château Maucamps                         | Мако                | О-Медок        |
| Château Mayne Lalande                    | Лістрак-Медок       | Лістрак-Медок  |
| Château Meyney                           | Сент-Естеф          | Сент-Естеф     |
| Château Monbrison                        | Арсак               | Марго          |
| Chateau Moulin à Vent                    | Муліз-ан-Медок      | Муліз-ан-Медок |
| Château Moulin de la Rose                | Сен-Жульєн-Бешевель | Сен-Жульєн     |
| Château Ormes Sorbet (Les)               | Кукек               | Медок          |
| Château Paloumey                         | Людон-Медок         | О-Медок        |
| Château Patache d’Aux                    | Бегадан             | Медок          |
| Château Paveil de Luze                   | Суссан              | Марго          |
| Château Petit Bocq                       | Сент-Естеф          | Сент-Естеф     |
| Château Pibran                           | Пояк                | Пояк           |
| Château Ramage La Batisse                | Сен-Совер           | О-Медок        |
| Château Reysson                          | Вертей              | О-Медок        |
| Château Rollan de By                     | Бегадан             | Медок          |
| Château Saransot-Dupré                   | Лістрак-Медок       | Лістрак-Медок  |
| Château Ségur                            | Парампюїр           | О-Медок        |
| Château Sénéjac                          | Ле-П'ян-Медок       | О-Медок        |
| Château Soudars                          | Сен-Серен-де-Кадурн | О-Медок        |
| Château Taillan (du)                     | Ле-Таян-Медок       | О-Медок        |
| Château Terrey Gros Cailloux             | Сен-Жульєн-Бешевель | Сен-Жульєн     |
| Château La Tour de By                    | Бегадан             | Медок          |
| Château Tour de Marbuzet                 | Сент-Естеф          | Сент-Естеф     |
| Château Tour de Mons (La)                | Суссан              | Марго          |
| Château Tour de Pez                      | Сент-Естеф          | Сент-Естеф     |
| Château Tour du Haut Moulin              | Кюссак-Фор-Медок    | О-Медок        |
| Château Tour Haut Caussan                | Бленьян             | Медок          |
| Château Tronquoy-Lalande                 | Сент-Естеф          | Сент-Естеф     |
| Château Verdignan                        | Сен-Серен-де-Кадурн | О-Медок        |
| Château Vieux Robin                      | Бегадан             | Медок          |
| Château Villegeorge (de)                 | Авансан             | О-Медок        |

### «Крю Буржуа» (Crus Bourgeois)
(Усього: 151 господарство)
| Господарство                         | Комуна              | Апелласьйон    |
| ------------------------------------ | ------------------- | -------------- |
| Château Andron Blanquet              | Сент-Естеф          | Сент-Естеф     |
| Château Aney                         | Кюссак-Фор-Медок    | О-Медок        |
| Château Arcins (d’)                  | Арсен               | О-Медок        |
| Château Argenteyre (L’)              | Бегадан             | Медок          |
| Château Aurilhac (d’)                | Сен-Серен-де-Кадурн | О-Медок        |
| Château Balac                        | Сен-Лоран-Медок     | О-Медок        |
| Château Barateau                     | Сен-Лоран-Медок     | О-Медок        |
| Château Bardis                       | Сен-Серен-де-Кадурн | О-Медок        |
| Château Barreyres                    | Арсен               | О-Медок        |
| Château Baudan                       | Лістрак-Медок       | Лістрак-Медок  |
| Château Beau-Site Haut-Vignoble      | Сент-Естеф          | Сент-Естеф     |
| Château Bégadanet                    | Бегадан             | Медок          |
| Château Bel Air                      | Сент-Естеф          | Сент-Естеф     |
| Château Bel-Air                      | Кюссак-Фор-Медок    | О-Медок        |
| Château Bel Orme Tronquoy de Lalande | Сен-Серен-де-Кадурн | О-Медок        |
| Château Bel-Air Lagrave              | Муліз-ан-Медок      | Муліз-ан-Медок |
| Château Belles Graves (des)          | Ордоннак            | Медок          |
| Château Bessan Ségur                 | Сіврак              | Медок          |
| Château Bibian                       | Лістрак-Медок       | Лістрак-Медок  |
| Château Blaignan                     | Бленьян             | Медок          |
| Château Boscq (Le)                   | Бегадан             | Медок          |
| Château Bourdieu (Le)                | Валерак             | Медок          |
| Château Bourdieu Vertheuil (Le)      | Вертей              | О-Медок        |
| Château Braude (de)                  | Мако                | О-Медок        |
| Château Breuil (du)                  | Сіссак-Медок        | О-Медок        |
| Château Bridane (La)                 | Сен-Жульєн-Бешевель | Сен-Жульєн     |
| Château Brousteras (des)             | Сент-Ізан-де-Медок  | Медок          |
| Château Cabans (des)                 | Бегадан             | Медок          |
| Château de Haut                      | Ламарк              | О-Медок        |
| Château Capbern Gasqueton            | Сент-Естеф          | Сент-Естеф     |
| Château Chantelys                    | Приньяк-ан-Медок    | Медок          |
| Château Clare (La)                   | Бегадан             | Медок          |
| Château Commanderie (La)             | Сент-Естеф          | Сент-Естеф     |
| Château Coteau (Le)                  | Арсак               | Марго          |
| Château Coutelin Merville            | Сент-Естеф          | Сент-Естеф     |
| Château Croix (de la)                | Ордоннак            | Медок          |
| Château Dasvin-Bel-Air               | Мако                | О-Медок        |
| Château David                        | Вансак              | Медок          |
| Château Devise d’Ardilley            | Сен-Лоран-Медок     | О-Медок        |
| Château Deyrem Valentin              | Суссан              | Марго          |
| Chateau Dillon                       | Бланкфор            | О-Медок        |
| Château Domeyne                      | Сент-Естеф          | Сент-Естеф     |
| Château Donissan                     | Лістрак-Медок       | Лістрак-Медок  |
| Château Ducluzeau                    | Лістрак-Медок       | Лістрак-Медок  |
| Château Duplessis                    | Муліз-ан-Медок      | Муліз-ан-Медок |
| Château Duplessis Fabre              | Муліз-ан-Медок      | Муліз-ан-Медок |
| Château Duthil                       | Ле-П'ян-Медок       | О-Медок        |
| Château Ermitage (L’)                | Лістрак-Медок       | Лістрак-Медок  |
| Château Escot (d’)                   | Леспарр-Медок       | Медок          |
| Château Fleur Milon (La)             | Пояк                | Пояк           |
| Château Fleur Peyrabon (La)          | Сен-Совер           | Пояк           |
| Château Fon du Berger (La)           | Сен-Совер           | О-Медок        |
| Château Fontesteau                   | Сен-Совер           | О-Медок        |
| Château Fontis                       | Ордоннак            | Медок          |
| Château Galiane (La)                 | Суссан              | Марго          |
| Château Gironville (de)              | Мако                | О-Медок        |
| Château Gorce (La)                   | Бленьян             | Медок          |
| Château Gorre (La)                   | Бегадан             | Медок          |
| Château Grand Clapeau Olivier        | Бланкфор            | О-Медок        |
| Château Grandis                      | Сен-Серен-де-Кадурн | О-Медок        |
| Château Granins Grand Poujeaux       | Муліз-ан-Медок      | Муліз-ан-Медок |
| Château Grivière                     | Бленьян             | Медок          |
| Château Haut-Beauséjour              | Сент-Естеф          | Сент-Естеф     |
| Château Haut-Bellevue                | Ламарк              | О-Медок        |
| Château Haut Breton Larigaudière     | Суссан              | Марго          |
| Château Haut-Canteloup               | Сен-Кристолі-Медок  | Медок          |
| Château Haut-Madrac                  | Сен-Совер           | О-Медок        |
| Château Haut-Maurac                  | Сент-Ізан-де-Медок  | Медок          |
| Château Houissant                    | Сент-Естеф          | Сент-Естеф     |
| Château Hourbanon                    | Приньяк-ан-Медок    | Медок          |
| Château Hourtin-Ducasse              | Сен-Совер           | О-Медок        |
| Château Labadie                      | Бегадан             | Медок          |
| Château Ladouys                      | Сент-Естеф          | Сент-Естеф     |
| Château Laffitte Carcasset           | Сент-Естеф          | Сент-Естеф     |
| Château Laffitte Laujac              | Бегадан             | Медок          |
| Château Lafon                        | Приньяк-ан-Медок    | Медок          |
| Château Lalande                      | Лістрак-Медок       | Лістрак-Медок  |
| Château Lalande                      | Сен-Жульєн-Бешевель | Сен-Жульєн     |
| Château Lamothe-Cissac               | Сіссак-Медок        | О-Медок        |
| Château Larose Perganson             | Сен-Лоран-Медок     | О-Медок        |
| Château Larrivaux                    | Сіссак-Медок        | О-Медок        |
| Château Larruau                      | Марго               | Марго          |
| Château Laujac                       | Бегадан             | Медок          |
| Château Lauzette-Declercq (La)       | Лістрак-Медок       | Лістрак-Медок  |
| Château Leyssac                      | Сент-Естеф          | Сент-Естеф     |
| Château Lieujean                     | Сен-Совер           | О-Медок        |
| Château Liouner                      | Лістрак-Медок       | Лістрак-Медок  |
| Château Lousteauneuf                 | Валерак             | Медок          |
| Château Magnol                       | Бланкфор            | О-Медок        |
| Château Marbuzet (de)                | Сент-Естеф          | Сент-Естеф     |
| Château Marsac Séguineau             | Суссан              | Марго          |
| Château Martinens                    | Кантенак            | Марго          |
| Château Maurac                       | Сен-Серен-де-Кадурн | О-Медок        |
| Château Mazails                      | Сент-Ізан-де-Медок  | Медок          |
| Château Meynieu (Le)                 | Вертей              | О-Медок        |
| Château Meyre                        | Авансан             | О-Медок        |
| Château Moines (Les)                 | Кукек               | Медок          |
| Château Mongravey                    | Арсак               | Марго          |
| Château Monteil d’Arsac (Le)         | Арсак               | О-Медок        |
| Château Morin                        | Сент-Естеф          | Сент-Естеф     |
| Château Moulin Rouge (du)            | Кюссак-Фор-Медок    | О-Медок        |
| Château Mouline (La)                 | Муліз-ан-Медок      | Муліз-ан-Медок |
| Château Muret                        | Сен-Серен-де-Кадурн | О-Медок        |
| Château Noaillac                     | Жо-Діньяк-е-Луарак  | Медок          |
| Château Perier (du)                  | Сен-Кристолі-Медок  | Медок          |
| Château Pey (Le)                     | Бегадан             | Медок          |
| Château Peyrabon                     | Сен-Совер           | О-Медок        |
| Château Peyredon Lagravette          | Лістрак-Медок       | Лістрак-Медок  |
| Château Peyre-Lebade                 | Лістрак-Медок       | О-Медок        |
| Château Picard                       | Сент-Естеф          | Сент-Естеф     |
| Château Plantey                      | Пояк                | Пояк           |
| Château Poitevin                     | Жо-Діньяк-е-Луарак  | Медок          |
| Château Pomys                        | Сент-Естеф          | Сент-Естеф     |
| Château Pontac Lynch                 | Кантенак            | Марго          |
| Château Pontey                       | Бленьян             | Медок          |
| Château Pontoise Cabarrus            | Сен-Серен-де-Кадурн | О-Медок        |
| Château Puy Castéra                  | Сіссак-Медок        | О-Медок        |
| Château Ramafort                     | Бленьян             | Медок          |
| Château Raux (du)                    | Кюссак-Фор-Медок    | О-Медок        |
| Château Raze Beauvallet (La)         | Сіврак              | Медок          |
| Château Retout (du)                  | Кюссак-Фор-Медок    | О-Медок        |
| Château Reverdi                      | Лістрак-Медок       | Лістрак-Медок  |
| Château Roquegrave                   | Валерак             | Медок          |
| Château Saint Ahon                   | Бланкфор            | О-Медок        |
| Château Saint-Aubin                  | Жо-Діньяк-е-Луарак  | Медок          |
| Château Saint-Christophe             | Сен-Кристолі-Медок  | Медок          |
| Château Saint Estèphe                | Сент-Естеф          | Сент-Естеф     |
| Château Saint-Hilaire                | Керак               | Медок          |
| Château Saint-Paul                   | Сен-Серен-де-Кадурн | О-Медок        |
| Château Segue Longue                 | Жо-Діньяк-е-Луарак  | Медок          |
| Château Ségur de Cabanac             | Сент-Естеф          | Сент-Естеф     |
| Château Semeillan Mazeau             | Лістрак-Медок       | Лістрак-Медок  |
| Château Senilhac                     | Сен-Серен-де-Кадурн | О-Медок        |
| Château Sipian                       | Валерак             | Медок          |
| Château Tayac                        | Суссан              | Марго          |
| Château Temple (Le)                  | Валерак             | Медок          |
| Château Teynac                       | Сен-Жульєн-Бешевель | Сен-Жульєн     |
| Château Tonnelle (La)                | Сіссак-Медок        | О-Медок        |
| Château Tour Blanche                 | Сен-Кристолі-Медок  | Медок          |
| Château Tour de Bessan (La)          | Кантенак            | Марго          |
| Château Tour des Termes              | Сент-Естеф          | Сент-Естеф     |
| Château Tour-du-Roc                  | Арсен               | О-Медок        |
| Château Tour Prignac                 | Приньяк-ан-Медок    | Медок          |
| Château Tour Saint Bonnet            | Сен-Кристолі-Медок  | Медок          |
| Château Tour Saint-Fort              | Сент-Естеф          | Сент-Естеф     |
| Château Tour Saint Joseph            | Сіссак-Медок        | О-Медок        |
| Château Trois Moulins                | Мако                | О-Медок        |
| Château Tuileries (Les)              | Сент-Ізан-де-Медок  | Медок          |
| Château Vernous                      | Леспарр-Медок       | Медок          |
| Château Vieux Château Landon         | Бегадан             | Медок          |
| Château Villambis (de)               | Сіссак-Медок        | О-Медок        |

Господарства Château Gloria та Château Sociando-Mallet, які високо цінуються серед споживачів, відмовились від внесення їх до класифікації.

## Анулювання
У лютому 2007 року французький суд скасував класифікацію 2003 року на основі апеляції незадоволених виробників. По суті справи суд постановив, що під час укладання класифікації деякі власники господарств мали можливість впливати на вибір місця у рейтингу, що відповідно робить класифікацію недостатньо об'єктивною. Крім того деякі господарства відображені у списку були включені як з «першим» так і з «другим» вином. Класифікацію було повернуто до вигляду прийнятого у 1932 році. Тобто знову видалили класи «Виняткові Крю Буржуа» (Crus Bourgeois Exceptionnels) та «Вищі Крю Буржуа» (Crus Bourgeois Supérieurs), залишивши лише «Крю Буржуа» (Crus Bourgeois). Також повернули кількість господарств — 444.
У липні того ж року було прийнято постанову про заборону використання терміна «Крю Буржуа». Так як вина 2005 року, уже були розлиті в пляшки, то було прийнято додаткове рішення у якому заборона використання терміна «Крю Буржуа» на винній етикетці поширюється на вінтаж 2007 та подальших років. Заборона поширюється на усі вина класифікації, а також поширюється на виноробні господарства регіонів Сотерн, Бур та Бле, що також використовують цей термін.
Об'єднання «Крю Буржуа» розпочало кампанію, щодо створення нової сертифікації та прийняття нового терміна «Label Cru Bourgeois» починаючи від вінтажу 2007 року, що буде випущений у 2009 році. Термін «Label Cru Bourgeois» запропонували використовувати не як класифікацію, а як знак якості відкритий для усіх вин регіону Медок.

## Відновлення класифікації
У лютому 2008 року істотно перероблену класифікацію було відновлено у новому форматі. Зокрема, у нову класифікацію було включено 180 господарств із відміненої класифікації 2003 року, а також додано 95 нових господарств. Переглянута класифікація зобов'язала господарства дотримуватися нового набору правил виробництва та незалежної перевірки якості, щоб залишатися у класифікації. У новій класифікації також не використовують категорії Cru Bourgeois Supérieur та Cru Bourgeois Exceptionnel.
Спочатку, організація L'Alliance des Cru Bourgeois du Médoc сподівалась, що зможе ввести нову класифікацію у 2009 році і застосувати її на вінтаж 2007 року, але мета не була досягнута. Нову класифікацію було представлено лише у 2010 році та застосовувалась вона на вина 2008 року.
Попри те, що нова класифікація була дозволена, шість із дев'яти господарств, що входили в колишню категорію Cru Bourgeois Exceptionnel вирішили залишитися поза новою класифікацією. Замість цього вони створили групу під назвою Les Exceptionnels, що являє собою по суті маркетинговий хід. Членами цієї групи стали господарства: Château Chasse Spleen, Château Les Ormes de Pez, Château de Pez, Château Potensac, Château Poujeaux та Château Siran.

## Регіони
Господарства категорії Cru Bourgeois розсіяні по регіону Медок, але найбільша їх концентрація у апелласьйоні Сент-Естеф та О-Медок.